# Britské Panenské ostrovy

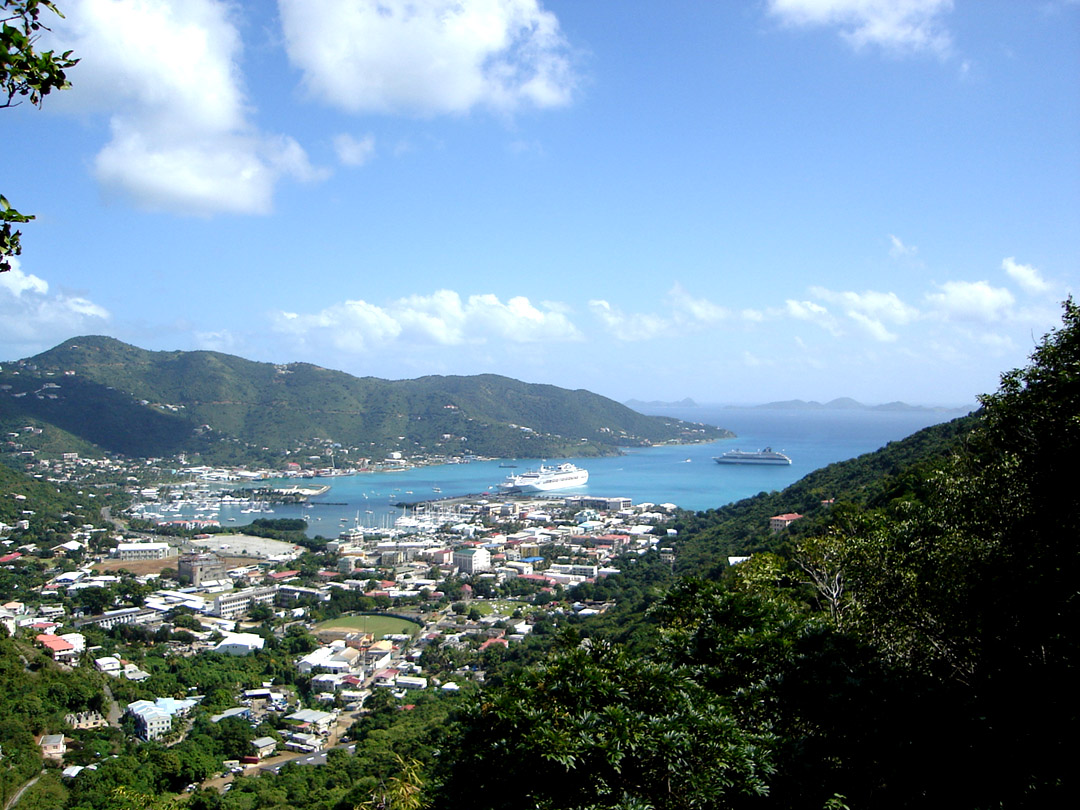
Road Town na ostrově Tortola

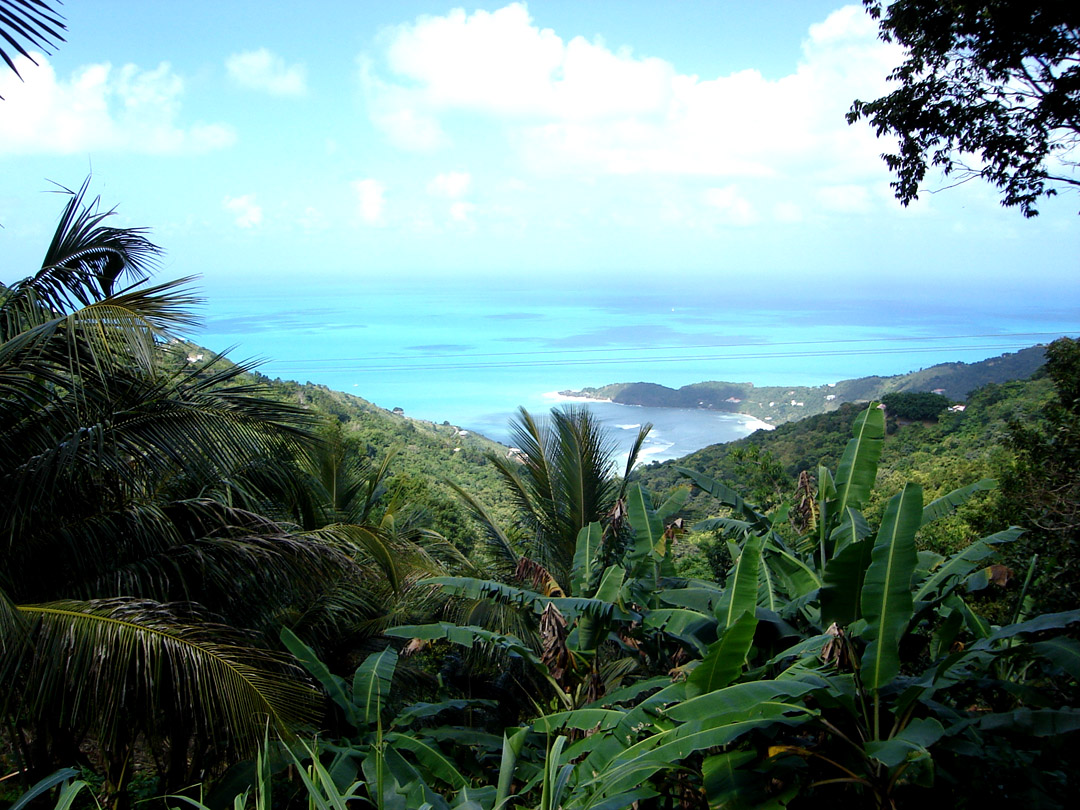
Tortola

Britské Panenské ostrovy jsou zámořské území Spojeného království sestávající z více než 50 ostrovů souostroví Panenské ostrovy.

## Historie
Ostrovy byly osídleny kolem roku 100 př. n. l. jihoamerickým indiánským kmenem Aravaků. V 15. století byli vytlačeni agresivnějším kmenem Karibů, kmenem z Malých Antil, po kterém je Karibské moře pojmenováno.
V roce 1493 objevil ostrovy pro Evropu na své druhé výpravě Kryštof Kolumbus a pojmenoval je Santa Ursula y las Once Mil Vírgenes, v překladu Sv. Uršula.
Španělsko na počátku 16. století začalo na ostrově Virgin Gorda těžit měď. V následných letech o vliv v oblasti bojovala Británie, Nizozemsko, Francie, Španělsko a Dánsko. Během této doby byla populace domorodých indiánů zdecimována.
Nizozemsko v roce 1648 na ostrově Tortola založilo stálé osídlení. V roce 1672 zabrali ostrov Angličané, následně v roce 1860 i ostrovy Anegada a Virgin Gorda. V období 1672–1733 získalo Dánsko kontrolu nad sousedními ostrovy Sv. Tomáš, Sv. Jan a Saint Croix.
Ostrovy byly pro svou polohu považovány za strategické. S pěstováním cukrové třtiny, kterou Britové na ostrovy dovezli, byly i ekonomicky soběstačné. Kvůli plantážím byli dováženi z Afriky otroci.
V roce 1917 odkoupily za 17 milionů dolarů Spojené státy od Dánska ostrovy Sv. Jan, Sv. Tomáš a St. Croix a přejmenovaly je na Americké Panenské ostrovy. Následně Britové přejmenovali ostrovy na Britské Panenské ostrovy.
Britské Panenské ostrovy byly spravovány jako součást kolonie Závětrných ostrovů nebo spolu se Svatým Kryštofem a Nevisem s administrátorem zastupujícím britskou vládu na ostrovech. Samostatnou kolonií se staly ostrovy v roce 1960 a v roce 1967 získaly širší autonomii. Od 60. let 20. století se ekonomika odpoutávala od tradiční zemědělské výroby směrem k ekonomice založené na turistice a finančních službách. Dnes je jednou z nejbohatších oblastí Karibiku.

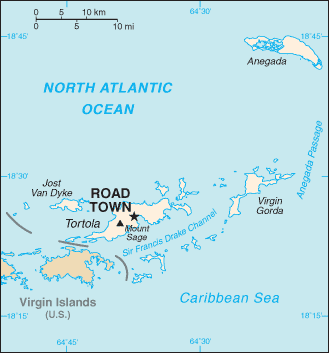
Mapa

## Symboly
Britské Panenské ostrovy, závislé území Spojeného království, užívá vedle britských symbolů i své vlastní.

### Vlajka
Vlajka Britských Panenských ostrovů je tvořena britskou modrou služební vlajkou (Blue Ensign) o poměru stran 1:2, se znakem Britských Panenských ostrovů (anglicky badge), který je umístěný ve vlající části.

### Znak
Znak Britských Panenských ostrovů tvoří zelený štít s postavou Svaté Voršily (patronky ostrovů) v bílém rouchu, která drží svítící starou olejovou lampu a mezi jedenácti dalšími lampami stojí. Pod štítem je na zlaté stuze heslo VIGILATE (česky Buďte bdělí!).

## Geografie
Britské Panenské ostrovy zahrnují přes 50 malých karibských ostrovů. 15 stále obydlených ostrovů je situováno na západě v sousedství Amerických Panenských ostrovů. Na severu ostrovů leží Atlantský oceán a na jihu Karibské moře.
Největšími ostrovy jsou Tortola, Virgin Gorda, Anegada, a Jost Van Dyke. Hlavní a zároveň největší město Road Town je na ostrově Tortola.
Kromě čtyř hlavních ostrovů Tortola, Virgin Gorda, Anegada a Jost Van Dyke jsou obydleny i další ostrovy:
- Beef Island
- Cooper Island
- Ginger Island
- Great Camanoe
- Great Thatch
- Guana Island
- Mosquito Island
- Necker Island
- Norman Island
- Peter Island
- Salt Island

## Ekonomika
Ekonomika Britských Panenských ostrovů je jednou z nejvíce prosperujících v karibské oblasti s HDP kolem 38 500 dolarů na obyvatele (odhad 2004). Britské panenské ostrovy jsou velice závislé na příjmech z turistického ruchu, který generuje 45 % národního důchodu. Nejčastěji jsou ostrovy cílem Američanů. Každoročně jich přijede kolem 350 000 (1997). Dalšími příjmy jsou spojeny s offshorovými společnostmi využívajících výhod tzv. daňového ráje. Místní ekonomika je také úzce propojena se sousedními Americkými Panenskými ostrovy, protože od roku 1959 je jejich měnou americký dolar. Většina půdy zůstává ve vlastnictví původního obyvatelstva.